# Личауэр, Франц
Франц Личауэр (нем. Franz Litschauer; 6 апреля 1903 — 29 февраля 1972) — австрийский дирижёр. Муж виолончелистки Фриды Личауэр-Краузе (с 1933 г.), отец виолончелистки Хайди Личауэр.
Ещё гимназистом играл в оркестре в Штоккерау. В 1927 г. окончил Венскую академию музыки по классу скрипки, ученик Юлиуса Эггхарда и Франца Майреккера, занимался также теорией под руководством Йозефа Маркса. Неформальным образом учился дирижированию у Германа Шерхена. В 1938—1941 гг. возглавлял Венский женский симфонический оркестр.
В 1946 г. основал Венский камерный оркестр и возглавлял его по меньшей мере 8 лет, осуществил ряд записей, из которых высокую оценку критиков получили, в частности, ранние симфонии Йозефа Гайдна. Дирижировал также другими венскими оркестрами, с Венским симфоническим записал скрипичные концерты Мендельсона и Сибелиуса (солист Джеффри Эпплгейт).
В 1956—1960 гг. был первым руководителем новосозданного Каирского симфонического оркестра. Затем работал в Греции, Италии, Канаде, Южной Африке.